# جبار سینگ
جبار سینگ (انگلیسی: Gabbar Singh) شخصیت منفی و آنتاگونیست فیلم شعله (۱۹۷۵) است. این نقش را امجد خان بازی می‌کرد. جبار سینگ از مشهورترین شخصیت‌های تاریخ بالیوود است.